# Hrabstwo Ross
Hrabstwo Ross (ang. Ross County) – hrabstwo w stanie Ohio w Stanach Zjednoczonych. Obszar całkowity hrabstwa obejmuje powierzchnię 692,96 mil2 (1794,77 km²). Według danych z 2010 r. hrabstwo miało 78 064 mieszkańców. Hrabstwo powstało 20 sierpnia 1798 roku i nosi imię Jamesa Rossa - senatora ze stanu Pensylwania.

## Sąsiednie hrabstwa
- Hrabstwo Pickaway (północ)
- Hrabstwo Hocking (północny wschód)
- Hrabstwo Vinton (wschód)
- Hrabstwo Jackson (południowy wschód)
- Hrabstwo Pike (południe)
- Hrabstwo Highland (południowy zachód)
- Hrabstwo Fayette (północny zachód)

## Miasta
- Chillicothe

## Wioski
- Adelphi
- Bainbridge
- Clarksburg
- Frankfort
- Kingston
- South Salem

## CDP
- Andersonville
- Bourneville
- Richmond Dale